# Jodi Dean
Jodi Dean (9 d'abril de 1962) és una teòrica política estatunidenca i professora del departament de Ciències Polítiques dels Hobart and William Smith Colleges de l'estat de Nova York. Va ocupar la càtedra de ciències humanes i socials del Donald R. Harter '39 del 2013 al 2018. Dean també ha estat professora a la Facultat de Filosofia de la Universitat Erasme de Rotterdam. És autora i editora de més d'una desena d'obres, entre elles del llibre Comrade: An Essay on Political Belonging (Verso 2019).

## Trajectòria
Dean es va llicenciar en Història a la Universitat de Princeton el 1984. Es va doctorar a la Universitat de Colúmbia el 1992. Ha estat investigadora a l'Institut für die Wissenschaften vom Menschen de Viena, a la Universitat McGill de Mont-real i a la Universitat de Cardiff a Gal·les.
Partint del leninisme, la psicoanàlisi i algunes teories postmodernistes, Dean ha fet contribucions a la filosofia política, als estudis dels mitjans de comunicació de massa i al feminisme de la tercera onada, sobretot amb la seva teoria del «capitalisme comunicatiu»: la fusió en línia de democràcia i capitalisme en una única formació neoliberal que subverteix els impulsos democràtics de les masses valorant l'expressió emocional per sobre del discurs lògic. Ha impartit conferències a Bèlgica, Canadà, Croàcia, República Txeca, Dinamarca, Equador, Anglaterra, Alemanya, Hongria, Irlanda, Itàlia, Països Baixos, Noruega, Perú i Turquia. Va ser coeditora de la revista de teoria política Theory & Event.

## The Communist Horizon
Als primers capítols del seu llibre The Communist Horizon de 2012, Dean examina el panorama polític contemporani, tot assenyalant la persistència de la retòrica anticomunista més de vint-i-cinc anys després de la caiguda del mur de Berlín. Afirma que capitalistes, conservadors, liberals i socialdemòcrates coincideixen a dir que els règims comunistes del segle XX eren fracassos no qualificats, limitant així l'abast de la discussió sobre les alternatives polítiques a la democràcia liberal i al lliure mercat, la fusió dels quals constitueix la concepció de Dean del neoliberalisme. Afirma que quan les persones pensen en el capitalisme no consideren el que són els seus pitjors resultats (atur, desigualtat econòmica, hiperinflació, canvi climàtic, robber baron, la Gran Depressió i la Recessió global 2008-2012) perquè la història del capitalisme és dinàmica i matisada. Per contra, Dean escriu que la història del comunisme no es considera dinàmica ni matisada. En canvi, hi ha una narració històrica fixa del comunisme que posa l'èmfasi en l'autoritarisme, el gulag, la fam i la violència.
En primer lloc, Dean sosté que el comunisme és generalment identificat amb la Unió Soviètica, i sovint es presta poca atenció a les experiències comunistes d'Europa de l'Est, Àsia, Àfrica o Llatinoamèrica. En segon lloc, afirma que els setanta anys d'història de la Unió Soviètica es solen condensar en els vint-i-sis anys del govern de Ióssif Stalin. En tercer lloc, creu reductiu considerar la violència, la supressió política i el govern autoritari de Stalin —les purgues, les grans fams i el gulag— com els esdeveniments que representen amb exactitud el comunisme perquè ignora la modernització i la industrialització de l'economia soviètica, els èxits del programa espacial soviètic i l'increment relatiu del nivell de vida a l'antiga economia agrària. En quart lloc, Dean sosté que els darrers anys soviètics i la dissolució de la Unió Soviètica el 1991 van ser el resultat de la rigidesa política i econòmica de Stalin i dels seus successors fins que Mikhaïl Gorbatxov va iniciar els programes de la Glàsnost i la Perestroika. A més, la història de l'estalinisme esdevé la base sobre la qual es silencien les discussions sobre les alternatives al capitalisme. Finalment, Dean sosté que l'estalinisme es veu com una prova que el comunisme no pot funcionar a la pràctica perquè qualsevol desafiament a l'statu quo polític resultarà inevitablement en purgues i violència.

## Obra publicada
- Solidarity of Strangers: Feminism after Identity Politics (University of California Press 1996)[12]
- Feminism and the New Democracy: Resisting the Political (editor, Sage 1997)[13]
- Aliens in America: Conspiracy Cultures from Outerspace to Cyberspace (Cornell University Press 1998)[14]
- Political Theory and Cultural Studies (editor, Cornell University Press 2000)
- Publicity's Secret: How Technoculture Capitalizes on Democracy (Cornell University Press 2002)[15]
- Empire's New Clothes: Reading Hardt and Negri (co-editor with Paul A. Passavant, Routledge 2004)
- Žižek's Politics (Routledge 2006)[16]
- Reformatting Politics: Information Technology and Global Civil Society (co-editor with Geert Lovink and Jon Anderson, Routledge 2006)
- Democracy and Other Neoliberal Fantasies (Duke University Press 2009)[17]
- Blog Theory (Polity 2010)[18]
- The Communist Horizon (Verso 2012)[19]
- Crowds and Party (Verso 2016)[20]
- Comrade - An Essay on Political Belonging (Verso 2019)[21]

### En català
- Necessitem camarades: entusiasme, alegria, disciplina i coratge. Tigre de Paper Edicions, 2020. ISBN 978-84-16855-63-6.[22]